# Софія Луїза Вюртемберзька
Софія Луїза Вюртемберзька (нім. Sophie Luise von Württemberg, 19 лютого 1642 — 3 жовтня 1702) — вюртемберзька принцеса з Вюртемберзького дому, донька герцога Вюртембергу Ебергарда III та рейнграфині Анни Катерини Зальм-Кірбурзької, друга дружина маркграфа Бранденбург-Байройту Крістіана Ернста.

## Біографія
Народилась 19 лютого 1642 року у Штутгарті. Була п'ятою дитиною та старшою донькою в родині герцога Вюртембергу Ебергарда III та його першої дружини Анни Катерини Зальм-Кірбурзької. Мала старшого брата Йоганна Фрідріха. Інші брати померли немовлятами до її народження. Згодом сімейство поповнилося дев'ятьма молодшими дітьми, з яких семеро досягли дорослого віку.
У 1648 році у герцогстві почалася епідемія бубонної чуми, що скоротила населення до 120 000 мешканців.
Софія Луїза втратила матір у 13 років. Батько за рік оженився вдруге з юною графинею Еттінген-Еттінгенською Марією Доротеєю Софією. Від цього союзу у принцеси з'явилося одинадцятеро єдинокровних сиблінгів, четверо з яких досягли дорослого віку. Найменші народилися вже після її одруження.
У 28 років взяла шлюб із 26-річним маркграфом Бранденбург-Байройту Крістіаном Ернстом. Весілля відбулося 8 лютого 1671 року у Штутгарті. Наречений був удівцем, його перша дружина померла за кілька місяців до цього. Софія Луїза майже відразу завагітніла і вже у грудні народила первістка. Всього у подружжя було шестеро дітей.
Між подружжям склалися добрі відносини. На відміну від Ердмути Софії, Софія Луїза стала для чоловіка справжнім партнером. Супроводжувала його у подорожах, підтримувала із ним постійне листування, коли той перебував в армійському таборі з імператорським військом, як це часто траплялося у літні місяці. Була набагато менш вимогливою до інтелектуальних розваг, ніж її попередниця, що безумовно влаштовувало Крістіана Ернста. Для неї він перебудував старий палац у Байройті, а близько 1700 року до будівлі були також додані два нові крила.
Пішла з життя Софія Луїза у 60-річному віці 3 жовтня 1702 року. Була похована у міській кірсі Байройту.

## Родина
Чоловік —  Крістіан Ернст
Діти:

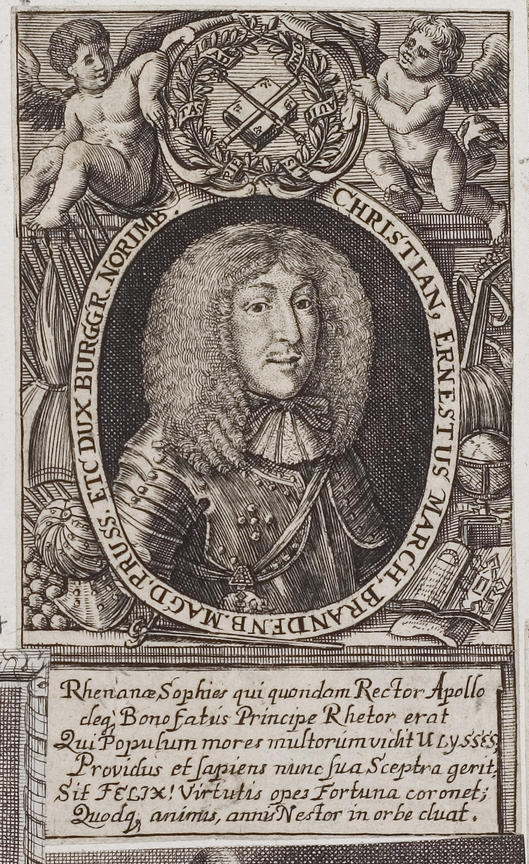
Крістіан Ернст, гравюра

- Крістіана Ебергардіна (1671—1727) — дружина короля Речі Посполитої та курфюрста Саксонії Августа II Фрідріха, мала єдиного сина;
- Елеонора Магдалена (1673—1711) — дружина графа Гогенцоллерна-Гехінгена Германа Фрідріха, мала єдину доньку, яка стала черницею;
- Клаудія Елеонора (1675—1676) — прожила 7 місяців;
- Шарлотта Емілія (1677—1678) — прожила 8 місяців;
- Георг Вільгельм (1678—1726) — наступний маркграф Бранденбург-Байройту у 1712—1726 роках, був одруженим із принцесою Софією Саксен-Вайссенфельською, мав п'ятьох законних дітей та двох позашлюбних;
- Карл Людвіг (1679—1680) — прожив 4 місяці.